# Kerry Harris
Kerry Harris (née le 19 septembre 1949) est une joueuse de tennis australienne, professionnelle à la fin des années 1960 et début 1970.
Spécialiste de double, elle a notamment remporté la finale de l'Open d'Australie en 1972, aux côtés d'Helen Gourlay (victoire contre la paire Coleman-Krantzcke).